# Ivar Kalling

Bärg-Eiwind i "Bärg-Eiwind och hans Hustru" 1913

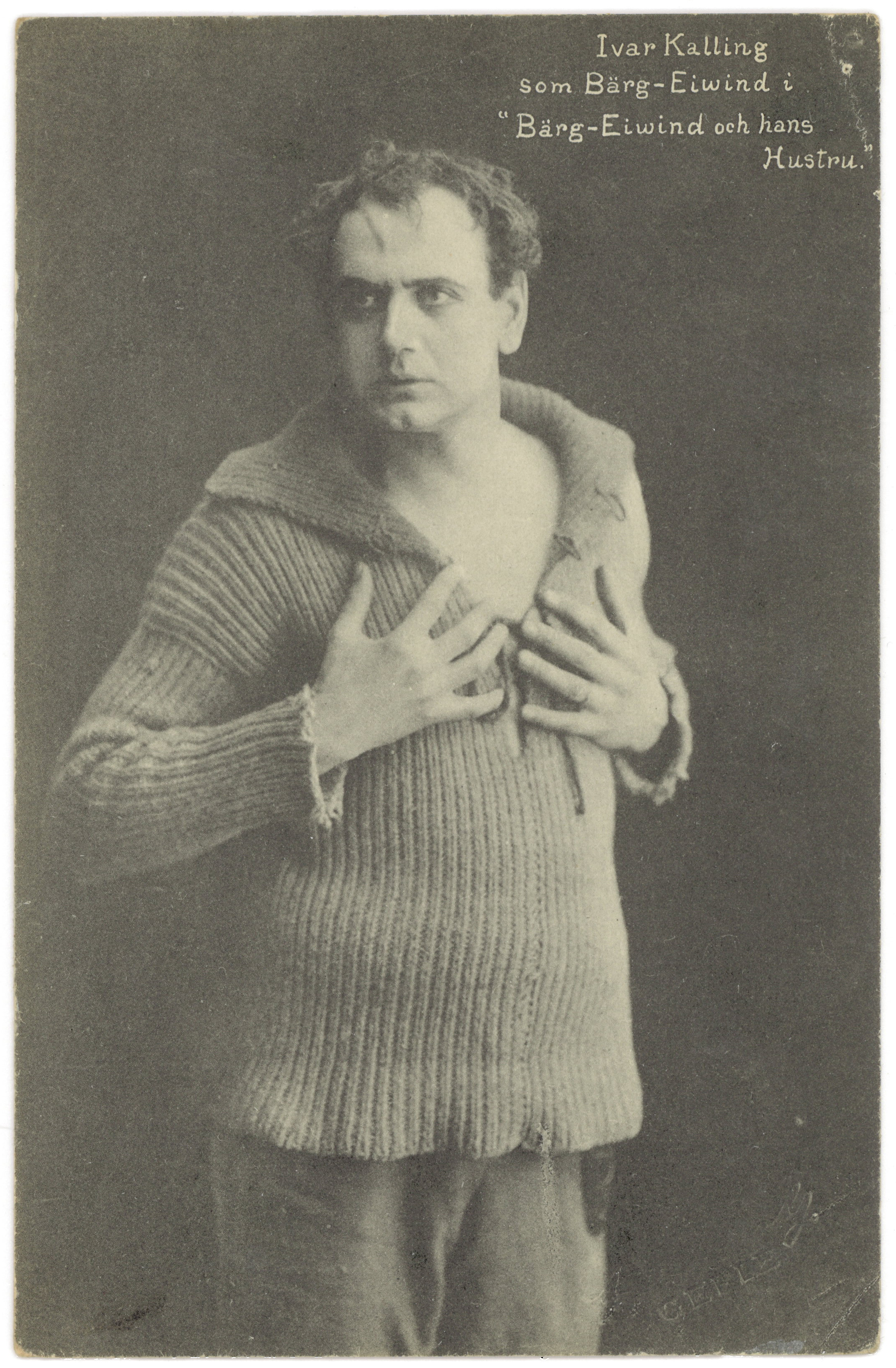
Ivar Kalling som Bärg-Eiwind i "Bärg-Eiwind och hans Hustru" (ca. 1916)

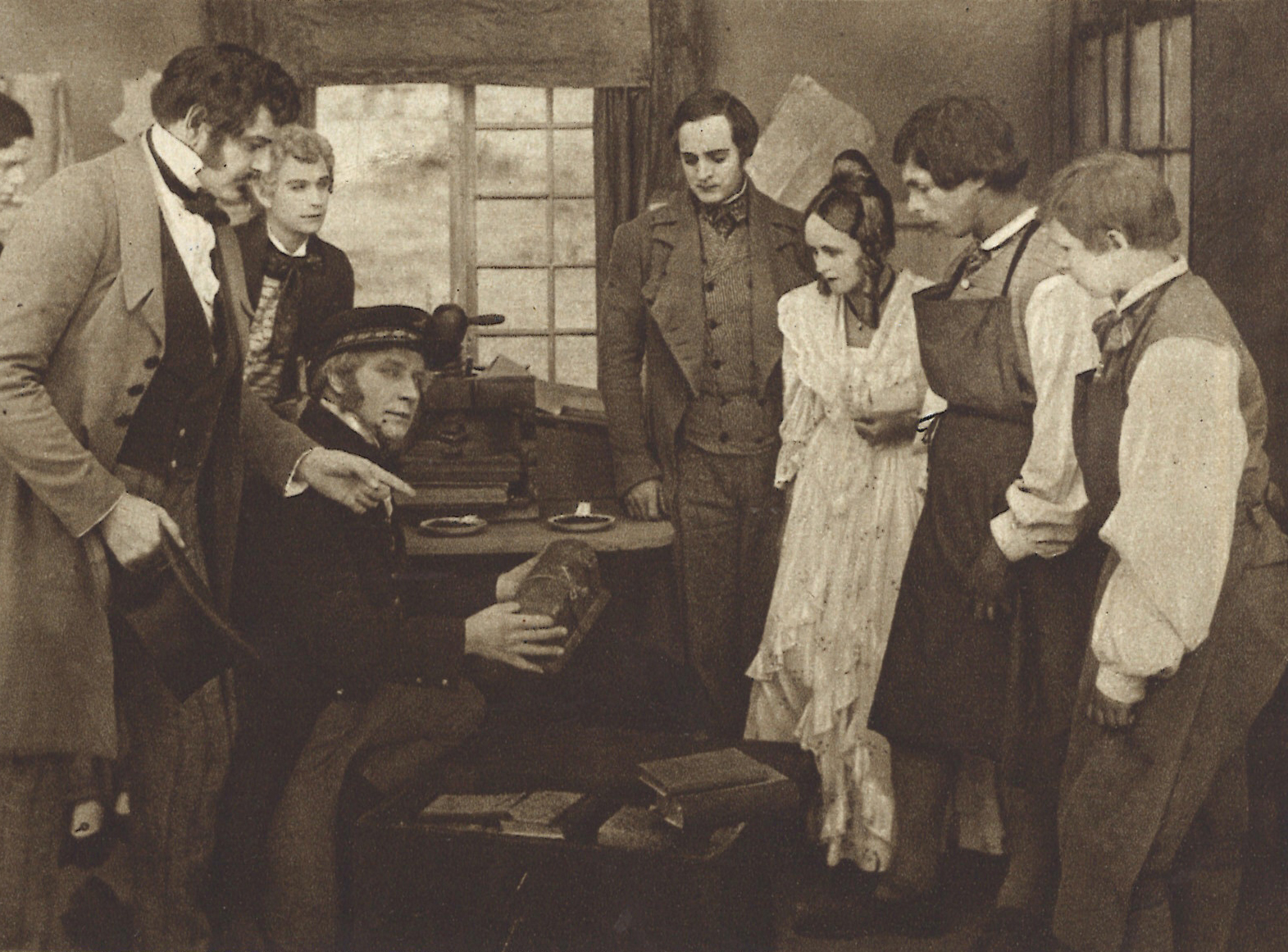
Ivar Kalling som kapten Geistern m övriga skådespelare i filmen "Ett köpmanshus i skärgården" 1925

Ernst Ivar Viktor Kalling, född 10 maj 1881 i Katarina församling i Stockholm, död 30 augusti 1938 i Arboga, var en svensk skådespelare och teaterledare. Han var far till dansaren Rigmor Kalling. 
Kalling debuterade i ett turnerande operettsällskap 1899. Han bildade ett eget teater- och operettsällskap 1918. Han filmdebuterade 1916 och kom att medverka i sju filmer. Romanen Trollebokungen av författaren Kerstin Strandberg dramatiserades för scenen av Fredrik Lindholm och framfördes 1919 av Ivar Kallings landsortssällskap, varför det var naturligt att Kalling erbjöds huvudrollen i filmen med samma namn.

## Filmografi
- 1916 – Trägen vinner eller Calle som skådespelare
- 1916 – Nattens barn
- 1916 – Kärleken segrar
- 1917 – I mörkrets bojor
- 1917 – Mellan liv och död
- 1924 – Trollebokungen
- 1925 – Ett köpmanshus i skärgården